# 2008 en Arménie
Cet article présente les faits marquants de l'année 2008 en Arménie.

## Évènements
- Mardi 19 février 2008 : victoire du premier ministre Serge Sargsian à l'élection présidentielle face à l'ancien président Levon Ter-Petrossian. L'opposition estime que le scrutin a été entaché de nombreuses fraudes.
- Samedi 1er mars 2008 : l'état d'urgence est instauré pour vingt jours dans la capitale Erevan après une soirée de violence qui a fait 8 morts et 131 blessés. Depuis onze jours, l'opposition conteste la victoire du Président Serge Sargsian face à Levon Ter-Petrossian qui est placé en résidence surveillée.
- Mardi 4 mars 2008 : trente militants de l'opposition sont arrêtés pour avoir déclenché une émeute qui s'est soldée par la mort de huit personnes.
- Jeudi 21 mars 2008 : l'état d'urgence est levé mais les manifestations restent interdites.
- Mardi 18 novembre 2008 : le FMI accorde un prêt de 13,6 millions de dollars sur trois ans dans le cadre de la « facilité pour la réduction de la pauvreté et pour la croissance ».
- Vendredi 26 décembre 2008 : la citoyenneté arménienne est accordée au chanteur français Charles Aznavour (84 ans) par le président Serge Sargsian. Né à Paris de parents arméniens, le chanteur, de son vrai nom Aznavourian, a entretenu toute sa vie des liens étroits avec la terre de ses ancêtres; il avait fondé en 1988 le comité « Aznavour pour l'Arménie » afin de collecter des fonds après le tremblement de terre qui a dévasté le nord du pays et coûté la vie à environ 25 000 personnes. Il s'était immédiatement rendu sur place et avait écrit le texte de la chanson humanitaire « Pour toi Arménie » qu'il avait enregistrée début 1989 avec 90 artistes et qui s'était vendue à plus d'un million d'exemplaires. En 2001, une place d'Erevan avait été baptisée à son nom, avec une statue à son effigie. Par la suite, il a été nommé ambassadeur permanent en Arménie par l'Unesco et en 2004 pour ses 80 ans, il avait été reconnu « héros national » de l'Arménie par le président Robert Kotcharian.